# کن گلس
کن گلس (انگلیسی: Ken Glass; ۲۴ ژوئیهٔ ۱۹۱۳ – ۱۷ ژانویهٔ ۱۹۶۱) قایقران قایق بادبانی اهل کانادا بود.